# William Coleman
William David Coleman (1842–1908) – liberyjski polityk oraz 13. prezydent tego kraju, po śmierci Josepha Cheesemana. Członek Prawdziwej Partii Wigów, z ramienia której był speakerem Izby Reprezentantów oraz senatorem.

## Życiorys
Coleman urodził się w hrabstwie Fayette w stanie Kentucky w Stanach Zjednoczonych. Emigrował do Liberii w wieku lat 11 wraz z całą rodziną. Przybiwszy do brzegów Liberii w 1853 roku rodzina, składająca się z Williama, owdowiałej matki oraz trójki dzieci, zamieszkała w Clay-Ashland w pobliżu Monrovii. Coleman był przyuczony do zawodu stolarza, podejmował się jednak wielu innych prac zanim został kupcem. Nocami uczył się, usprawniając swoją edukację, przerwaną z powodu biedy.

### Kariera polityczna
W 1877 roku Coleman został wybrany do Izby Reprezentantów (której stał się speakerem), jako przedstawiciel hrabstwa Montserrado. Dwa lata później wybrano go na senatora nadmienionego hrabstwa. Pozostał nim do czasu wyboru na wiceprezydenta wraz z elekcją Josepha Cheesemana w 1892 roku. Cheeseman i Coleman zostali wybrani ponownie na dwuletnią kadencję. W 1896 roku Coleman przejął funkcję prezydenta po zmarłym Cheesemanie.

### Prezydentura (1896–1900)
Cheeseman był pierwszym prezydentem Liberii, który zmarł w trakcie pełnienia obowiązków; Coleman dokończył jego kadencję, po czym wygrał kolejne dwie elekcje. Coleman opierał swoją politykę na trzech filarach – edukacji, finansach oraz polityce wewnętrznej. Wraz z Edwardem Wilmotem Blydenem walczył o ponowne otwarcie Liberia College w Monrovii. Wprowadził reformy wzmagające władzę rządu nad jednostkami terytorialnymi, reorganizujące służbę celną oraz szereg zmian mających na celu uskutecznienie wydobycia surowców naturalnych. Doprowadził także do ustanowienia kontroli nad terytorium na północ i zachód od rzeki Saint Paul.

### Rezygnacja
U zarania nowego wieku wielu z Amerykanoliberyjczyków zaczęło przeciwstawiać się polityce Colemana związanej z interiorem oraz jego mieszkańcami. Po kłótni z politycznymi sprzymierzeńcami oraz członkami gabinetu Coleman podał się do dymisji w grudniu 1900 roku. Jego następcą został Sekretarz Stanu Garretson Gibson, ponieważ wiceprezydent J.J. Ross zmarł parę miesięcy wcześniej. Zgodnie z ówczesnym prawodawstwem prezydentem powinien był zostać speaker Izby, Robert Marshall, jednakże delegaci uznali go za nieodpowiednią osobę na to stanowisko. Zgromadzenie Narodowe odwołało prawo sukcesyjne z 1873 roku i ustanowiło Gibsona prezydentem.

### Późniejsze lata
Po rezygnacji z fotela prezydenckiego Coleman działał jako polityk. Kandydował na stanowisko prezydenckie jeszcze trzy razy (w 1901, 1903 oraz 1905) z ramienia Partii Ludowej (ang. People’s Party), przegrywając wszystkie elekcje. William David Coleman zmarł w 1908 roku w rodzinnym Clay-Ashland w wieku 66 lat. Jego syn, Samuel również zajął się polityką, jednakże został zamordowany przez siły rządowe 27 czerwca 1955 w trakcie nieudanego zamachu stanu.